# ウーゴ・バスト
ウーゴ・セルケイラ・ピント・バスト（Hugo Cerqueira Pinto Basto 、1993年5月14日 - ）は、ポルトガル・ポルト出身のプロサッカー選手。ネフチ・バクー所属。ポジションは、ディフェンダー（センターバック）。